# Saison 6 de House of Cards
Chronologie
Saison 5
Cet article présente le guide de la sixième et dernière saison de la série télévisée américaine House of Cards. Elle a été confirmée le 4 décembre 2017 par Netflix et fut diffusée le 2 novembre 2018. Kevin Spacey, acteur principal de la série, a été écarté du tournage par les producteurs à la suite des accusations d'agression et de harcèlement sexuel à son encontre, ce qui précipita l'annonce de l'arrêt de la série.

## Distribution

### Acteurs principaux
- Robin Wright (VF : Juliette Degenne) : Claire Underwood
- Michael Kelly (VF : Fabien Jacquelin) : Doug Stamper
- Diane Lane (VF : ) : Annette Sheperd
- Greg Kinnear (VF :Bruno Choël) : Bill Sheperd

À la suite des accusations d'agressions sexuelles dont il fait l'objet, l'acteur principal des cinq premières saisons, Kevin Spacey, n'est pas reconduit dans cette dernière saison.

### Acteurs récurrents
- Jayne Atkinson (VF : Josiane Pinson) : la secrétaire d'État Catherine Durant
- Derek Cecil (en) : Seth Grayson
- Boris McGiver : Tom Hammerschmidt
- Campbell Scott : Mark Usher, le vice-président des États-Unis
- Patricia Clarkson : Jane Davis